# Олексишин Орест Олексійович
Оре́ст Олексі́йович Олекси́шин  (*23 серпня 1947, Микитинці — †18 травня 2011, Івано-Франківськ) — український журналіст, спортивний коментатор, член Національної спілки журналістів України, президент Асоціації спортивних журналістів Прикарпаття.

## Біографія та творчий шлях
Народився 23 серпня 1947 року в селі Микитинці, що в околицях Івано-Франківська. У журналістику прийшов відразу по закінченні середньої школи. В 1965—1969 роках працював на посадах літпрацівника та завідувача відділу листів у Тлумацькій районній газеті «Дністровська зірка». Згодом здібного журналіста-початківця запрошують в Івано-Франківську обласну молодіжку «Комсомольський прапор» на посаду завідувача відділу спорту і військово-патріотичного виховання. В 1974 році Орест Олексишин перейшов на роботу в обласну газету «Прикарпатська правда», де й пропрацював більше півтора десятка років. 1976 року стає членом Національної спілки журналістів України. Роком пізніше закінчує факультет журналістики Львівського національного університету імені Івана Франка.
У 1990 році Орест Олексишин разом з однодумцями був причетний до створення першого в західному регіоні України демократичного часопису «Галичина», в редакції якого працював на посадах завідувача відділу інформації та заступника головного редактора. В 2001 році переходить на роботу на обласне телебачення «Галичина», де до останніх днів свого життя займав посаду директора програм.
Серед багатогранного творчого доробку Ореста Олексишина вагоме місце посідало висвітлення подій спортивного життя на теренах рідного краю. Він очолював Асоціацію спортивних журналістів Прикарпаття. Окрім обласної преси матеріали його авторства у різний час друкувалися на сторінках таких поважних спеціалізованих всесоюзних і республіканських видань як «Футбол-Хоккей», «Советский спорт», «Спортивна газета», «Український футбол». Починаючи з 1990-х років, відзначився високою журналістською майстерністю і на телеканалах Івано-Франківщини як співавтор та ведучий програм «Спортивний тиждень» і «Спортивна Галичина» (визнана 2007 року НОК України найкращою за підсумками творчого конкурсу «Україна олімпійська»), а також як коментатор спортивних трансляцій з ігрових видів спорту.
Орест Олексишин був одним із тих, хто зробив помітний творчий і організаційний внесок у втілення ідеї проведення в Івано-Франківську щорічного спортивно-мистецького свята «Ніка», яке тривалий час не мало аналогів в Україні. У його рамках 1998 року став лауреатом в номінації «Найкращий журналіст». За підсумками V Всеукраїнського конкурсу серед спортивних журналістів «Україна олімпійська», який проводила в 2005 році Комісія НОК України «Засоби масової інформації та пропаганда олімпійського руху», Орест Олексишин був визнаний найкращим журналістом року.
18 травня 2011 року під час підготовки свого чергового журналістського репортажу в результаті серцевого нападу Орест Олексишин відійшов у вічність, не доживши лічені дні до присвоєння йому звання «Заслужений журналіст України». Похований на кладовищі у рідному селі Микитинці.

## Вшанування пам'яті
12 жовтня 2013 року з ініціативи обласної організації НСЖУ започатковано спортивний турнір серед журналістів Івано-Франківщини, присвячений пам'яті Ореста Олексишина. Відтоді цей захід став традиційним і користується популярністю у колі масмедійників Прикарпаття.
Рішенням Івано-Франківської міської ради від 27 грудня 2019 року іменем Ореста Олексишина названо одну з нових вулиць його рідного міста.